# House of Pain (album)
House of Pain è l'album di debutto del gruppo rap omonimo, uscito nel 1992. Il logo presente sulla copertina, Fine Malt Lyrics, è spesso confuso come il titolo del disco.
L'album ha avuto un enorme successo soprattutto grazie alla hit Jump Around, che permise al trio irlandese di raggiungere la cima delle classifiche mondiali.
Il disco ha due versioni: quella regolare ha quindici tracce, mentre la versione estesa ha in più le due brevi Commercial 1 e 2 e due remix.

## Tracce
1. Salutations - 1:08
2. Jump Around - 3:37
3. Put Your Head Out - 3:02
4. Top o' the Morning to Ya - 3:37
5. Commercial 1 - 00:08 *
6. House and the Rising Son - 3:39
7. Shamrocks and Shenanigans - 3:38
8. House of Pain Anthem - 2:35
9. Danny Boy, Danny Boy - 1:54
10. Guess Who's Back - 3:59
11. Commercial 2 - 00:21 *
12. Put on Your Shit Kickers - 3:10
13. Come and Get Some of This - 2:51
14. Life Goes On - 2:43
15. One for the Road - 2:49
16. Feel It - 4:00
17. All My Love - 3:20
18. Jump Around (Pete Rock Remix) - 3:56
19. Shamrocks & Shenanigans (Boom Shalock Lock Boom/Butch Vig Mix) - 3:57 *

*: presenti solo nella versione estesa.